# Xenacanthus
Xenacanthus is een soortenrijk geslacht van uitgestorven haaien die leefden van het Laat-Devoon tot Midden-Perm en wereldwijd verspreid waren.

## Verspreiding
Xenacanthus was een typische vertegenwoordiger van de zoetwaterhaaien. Al vroeg in hun evolutie koloniseerde Xenacathus het zoete water en verspreidde zich over rivieren en meren.

## Kenmerken
Soorten uit dit geslacht hadden een slank en langwerpig lichaam met een symmetrische kegelvormige staart. Op de achterzijde van de schedel bevond zich een grote gifstekel, die niet bedoeld was om prooien te doden, maar ter afschrikking van predatoren. Op de rug hadden ze een rugvin die een vinzoom vormde die doorliep via de staart tot aan de zich aan onderzijde van het lichaam bevindende aarsvin. Deze zoetwaterhaaien zwommen vermoedelijk met een golvende beweging van het lichaam. De tanden hadden door twee grote punten een ongebruikelijke V-vorm. De kaken en schedel waren van hard bot.

## Soorten
- Xenacanthus atriossis
- Xenacanthus compressus
- Xenacanthus decheni
- Xenacanthus denticulatus
- Xenacanthus erectus
- Xenacanthus gibbosus
- Xenacanthus gracilis
- Xenacanthus howsei
- Xenacanthus laevissimus
- Xenacanthus latus
- Xenacanthus luedernesis
- Xenacanthus moorei
- Xenacanthus ossiani
- Xenacanthus ovalis
- Xenacanthus parallelus
- Xenacanthus parvidens
- Xenacanthus robustus
- Xenacanthus serratus
- Xenacanthus slaughteri
- Xenacanthus taylori

## Leefwijze
Deze vissen leefden van garnaalachtige kreeften en dikschubbige beenvissen, die ze vonden in moerassige ondiepe wateren.

## Fossielen
Fossielen van deze haaien werden wereldwijd gevonden.